# Гімн греків України
В основу Гімну греків України покладені музика та слова вірша «Εμπρός!» (Вперед), які написав Донат Патрича — поет, композитор, перекладач з грецької мови, заслужений працівник культури України, член Національної спілки письменників України.
Власне текст гімну написаний румейським діалектом грецької мови греків Приазов'я. Вперше гімн прозвучав у виконанні румейської співачки Тамари Каци.

## Гімн
| Оригінал Ρωμαίοι σοριβτέτ σ ΄ έναν τόπ Αφόβιτα έχουμ’ καρδής, Να κάμουμ’ πορούμ’ χίλια δλής Αν είμας, Ρομαίϊ, σ΄έναν τοπ. Ρεφραίν Μεις φύτροσαμ’ σ ένα πατρίδα συ Έλληνας, Γω Ελληνίδα, Ελλάδα — δικό μας του φως, Εμπρός, πατριώτες, εμπρός! Ρεφραίν Τ’ ψυχή μας ας εν καθαρή, Τ’ σημαία μας — ελευθερία, Σ’ Ελλάδα εν, στην Ουκρανία Τ’ χαρά μας ας εν καθαρή. Ρεφραίν Μεις χράζητ’ να ζούμ’ φιλικά, Αυτό εν συ μας — σωτηρία, Θεός 'ς μας πρατής, Παναγία Σ ’μαθήζ ’ μας να ζούμ’ φιλικά! Ρεφραίν | Транслітерація Ромей, сорівтет сенантоп, Афовіта ехум кард'їс, На канум порум хіля д'лиіс, Ан імас, ромей, сенантоп. Рефрен Міс фітросам с ена патріда, Сі еллінос, го еллініда, Еллада — дьїкомас ту фос, Емпрос, патріотес, емпрос! Рефрен Т псіхімас ас ен катарі, Т сімеямас — елефтерія, С Еллада ен, стін Укранія Т харамас ас ен катарі, катарі. Рефрен Міс хразіт на зум філіка, Афто ен сі мае — сотирія, Теос с мас пратіз, Панагія С матизмас на зум філіка! Рефрен | Переклад Греки, зберіться разом! Безстрашні наші серця, Ми можемо здійснити тисячу справ, Якщо будемо, греки, разом. Рефрен Нас виростила єдина Батьківщина, Я — грек, ти — грекиня, Греція — наш світ, Вперед, патріоти, вперед! Рефрен Душа наша най буде чистою, Наше знам'я — свобода, У Греції чи то в Україні, Наша радість най буде чистою! Рефрен Нам треба жити дружно, Це для нас — спасіння. Господь нас веде, Богородиця - Навчать нас жити дружно! Рефрен |

## Мультимедіа
- Завантажити Гімн греків України